# Viljo Nousiainen
Viljo Johannes Nousiainen, född 9 mars 1944 i Kiuruvesi, Norra Savolax, död 11 juni 1999 i Göteborg, var en finländsk höjdhoppstränare.

## Karriär
Nousiainen var styvfar och tränare till den svenske höjdhopparen Patrik Sjöberg. Han tränade också andra svenska hoppare, som trestegshopparen Christian Olsson och höjdhopparen Yannick Tregaro. Han hjälpte Johnny Holm att träna Stefan Holm. Nousiainen var under många år hopptränare i ÖIS friidrott i Göteborg. Nousiainen utbildade sig vid idrottshögskolan i Jyväskylä[källa behövs] och hade en stor förmåga att se och förstå rörelse, rytm och koordination hos en friidrottare. Nousianen fick mycket beröm för sina träningsresultat under sin aktiva karriär. Bilden kom att omvärderas 2011, 12 år efter hans död, i och med utgivningen av boken  Det du inte såg.

## Övergrepp
I den självbiografiska boken Det du inte såg (2011) skriver höjdhopparen Patrik Sjöberg att han i sin ungdom blivit utsatt för sexuella övergrepp av Nousiainen, som var Sjöbergs tränare och styvfar. Även Yannick Tregaro säger att han utsatts för övergrepp av Nousiainen. Christian Olsson uppger däremot att han inte har blivit utsatt för övergrepp. Vid Slottsskogsvallen i Göteborg finns en gångväg som tidigare hade namnet Viljo Nousiainens Gångväg. Gångvägen har numera namnet Friidrottens väg efter ett beslut om namnändring i Göteborgs kulturnämnd i september 2011.